# Vahid Abdolahi
Vahid Abdolahi (21 de marzo de 1978) es un deportista iraní que compitió en taekwondo. Ganó tres medallas en el Campeonato Asiático de Taekwondo entre los años 1998 y 2004.

## Palmarés internacional
| Campeonato Asiático | Campeonato Asiático          | Campeonato Asiático | Campeonato Asiático |
| Año                 | Lugar                        | Medalla             | Categoría           |
| ------------------- | ---------------------------- | ------------------- | ------------------- |
| 1998                | Ciudad Ho Chi Minh (Vietnam) | Medalla de bronce   | –70 kg              |
| 2000                | Hong Kong (China)            | Medalla de plata    | –67 kg              |
| 2004                | Seongnam (Corea del Sur)     | Medalla de plata    | –72 kg              |